# Metello (película)
Metello es una película de 1970 dirigida por Mauro Bolognini que adapta la novela homónima de Vasco Pratolini y generalmente es considerada su mejor trabajo.
Presentada en competición dentro del 23º Festival de Cannes, obtuvo para Ottavia Piccolo el premio para la mejor interpretación femenina.
Al ser napolitano, Massimo Ranieri fue doblado con cadencia florentina por Rodolfo Baldini.

## Argumento
Habiendo quedado huérfano, Metello ha crecido en el campo, pero elige no seguir la familia adoptiva, cuando ésta perdida la concesión rural que usufructuaba decide ir a trabajar en las minas de Bélgica. Resuelve ir a Florencia, ciudad donde ha nacido, y encuentra trabajo como albañil, en el astillero de un ingeniero, un patrón "bueno" que conoce y aprecia el valor de los sus obreros, adecuándose de cualquier modo a la regla general de explotación del trabajo. Arrestado por haberse enfrentado con la fuerza pública, enviada a prohibir las banderas en los funerales de un albañil anarquista caído del andamio, al salir de la cárcel se casa con su hija Ersilia. Mientras tanto, entre los obreros de Florencia ha prendido el ideal socialista; Metello, que ha conocido el anarquismo gracias a Betto, anarquista y amigo del padre que le enseña a leer, sigue los impulsos de la conciencia y la unidad de clase, participando en una gran huelga convocada para obtener mejores salarios. 
Durante la lucha, que se prolonga por días y días sin algún resultado, Metello estrecha una relación con Idina, una burguesa vecina de casa, pero la misma Ersilia interviene energéticamente para destruirla. Como los industriales tenían previsto, entre los obreros, en huelga por más de un mes, se hace carne el desaliento, tanto que, el cuadragésimo día, un grupo de ellos decide regresar al trabajo, y entre estos Olindo su hermano adoptivo, vuelto de Bélgica desde que en las minas se ha enfermado y al contrario de sus hermanos no está logrado insertarse en la sociedad extranjera. Para impedírselo, Metello y otros se tiran contra los gendarmes, llamados a defender los "rompe-huelgas"; un albañil resulta baleado a muerte por un guardia, pero en aquel momento llega la noticia que los trabajadores han vencido su batalla sindical. Terminando, por aquel gesto suyo, en la cárcel una segunda vez, Metello promete a Ersilia no volver más a la cárcel por sus luchas políticas, aunque ambos saben que no será así.

## Premios
- 1970 -  Festival de Cannes
  - Mejor interpretación femenina a Ottavia Piccolo
  - Nominación Palma d'oro a Mauro Bolognini
- 1970 - David de Donatello
  - Mejor película a Mauro Bolognini y Gianni Hecht Lucari
  - David Especial a Ottavia Piccolo
  - David Especial a Máximo Ranieri
- 1971 - Nastro d'argento
  - Mejor actriz protagonista a Ottavia Piccolo
  - Mejor escenografía a Guido Josia
  - Nominación Mejor actriz secundaria a Lucia Bosè
  - Nominación Mejor columna sonora a Ennio Morricone
  - Nominación Mejor fotografía a Ennio Guarnieri
  - Nominaciones Mejor vestuario a Piero Tosi
- 1970 - Globo de oro
  - Mejor actor revelación a Massimo Ranieri
  - Mejor actriz revelación a Ottavia Piccolo

## Voces correlacionadas
- Películas filmadas en Florencia